# Joseph Reinach
Joseph Reinach (ur. 30 września 1856 w Paryżu, zm. 18 kwietnia 1921 tamże) – francuski polityk, dziennikarz i pisarz niemiecko-żydowskiego pochodzenia, najstarszy z rodzeństwa Reinachów - brat archeologa Salomona i historyka Theodore'a, współpracownik Leona Gambetty i przeciwnik Georgesa Boulangera, deputowany do parlamentu w latach 1889–1898 i 1906–1914
Prowadził kampanię prasową w obronie Alfreda Dreyfusa. Był również znany z działań na rzecz walki z alkoholizmem. Napisał takie dzieła, jak Les petites Catilinaires (1889, 3 tomy), Démagogues et socialistes (1896), Histoire de l'affaire Dreyfus (1901—1905, 7 tomów), La vie politique de L. Gambetta (1918).